# Piacenza
Piacenza är en stad, kommun och huvudort i provinsen Piacenza i regionen Emilia-Romagna, Italien. Staden har antika anor och hette på latin Placentia. Kommunen hade 103 942 invånare (2018) och gränsar till kommunerna Calendasco, Caorso, Caselle Landi, Corno Giovine, Gossolengo, Gragnano Trebbiense, Podenzano, Pontenure, Rottofreno, San Rocco al Porto och Santo Stefano Lodigiano.
Piacenza anlades 218 f. Kr. som en romersk koloni, Colonia Placentia, och blev en viktig knutpunkt i det romerska vägsystemet på Poslätten. Den ingick i langobarnernas och frankernas rike, och styrdes från 997 av sina biskopar. På 1100-talet blev Piacenza en självständig stat, och uppblomstrade på 1200-talet tack vare en rik handel. Piacenza tillhörde Lombardiska stadsförbundet, kom 1512 under huset Visconti, erövrades 1512 av påven Julius II och ingick 1545-1808 samt 1814-1860 i Hertigdömet Parma och Piacenza.
Bland stadens byggnader märks kyrkorna domkyrkan i lombardisk-romansk stil från 1100-talet med fresker av Ludovico Carracci, Sant Antonio som tidigare var domkyrka med förhall i tidig gotik, samt renässanskyrkan San Sisto, vari,  fram till 1753,  Sixtinska madonnan förvarades. Palazzo del Comune, stadens stadshus härstammar från slutet av 1200-talet. Här finns även flera renässanspalats.
Den geologiska tidsåldern Piacenza är uppkallad efter staden.